# Piaggio P.C.7
Il Piaggio P.C.7 era un idrocorsa (idrovolante da corsa) realizzato dall'azienda italiana Società Rinaldo Piaggio per partecipare alla Coppa Schneider del 1929, trofeo quell'anno conquistato da Henry Waghorn ai comandi di un Supermarine S.6 a Calshot Spit, nel Regno Unito.
Pur non essendo mai stato portato in volo, la validità del progetto è stata dimostrata molti anni dopo la progettazione, grazie ad una copia aeromodellistica nel 1987.
Per il caratteristico lungo muso venne chiamato: "Pinocchio".

## Storia

### Premessa
Il giovane ingegnere Giovanni Pegna fu assunto da Rinaldo Piaggio, titolare dell'omonima azienda, per potenziare e sviluppare il settore aeronautico. Aveva progettato ben sette veicoli di tipo idrovolante da corsa ed era portatore dell'idea, comune a molti dei progettisti dell'epoca, che per migliorare le prestazioni dei velivoli, le manifestazioni sportive erano una palestra inesauribile di soluzioni e di sviluppo tecnologico.
Tra i velivoli che furono la premessa per la costruzione del P.C.7 vanno ricordati il Pegna P.1, P.2 e P.3. Le foto del P.3, risalente al 1923, dimostrano come l'ingegner Pegna avesse anticipato le forme degli idrovolanti da corsa successivi, quali il Macchi M.39 del 1926 o i Supermarine S.5 ed S.6.

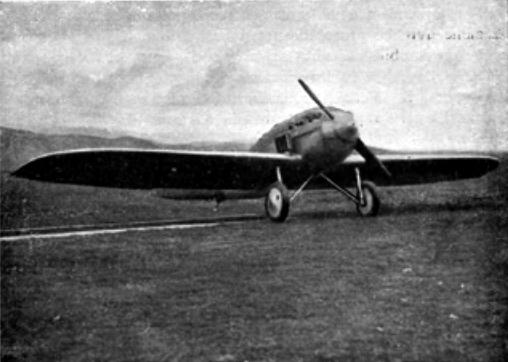
: Piaggio Pegna P.2 vista ant.
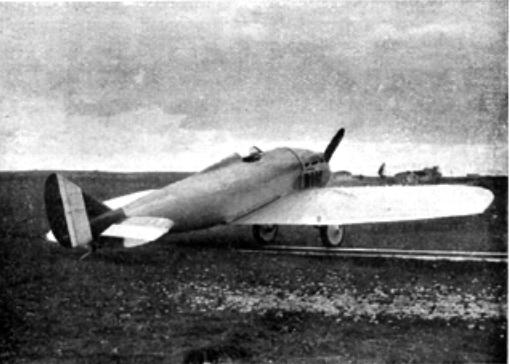
Piaggio Pegna P.2
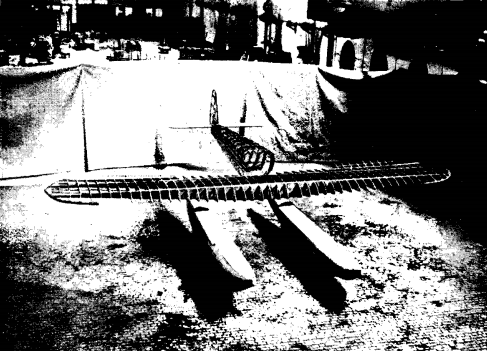
Piaggio Pegna P.3 in costruzione vista frontale
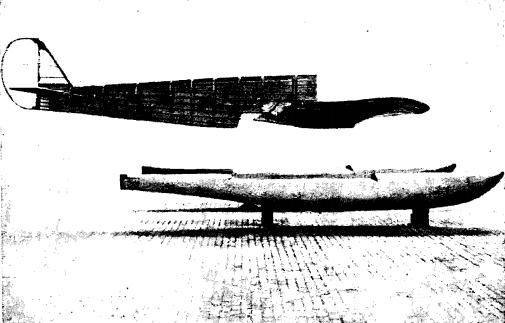
Piaggio Pegna P.3 in costruzione
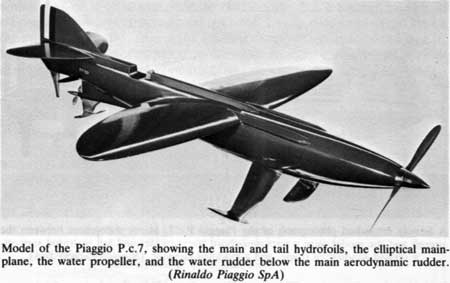
Modello in legno del Piaggio Pegna PC 7

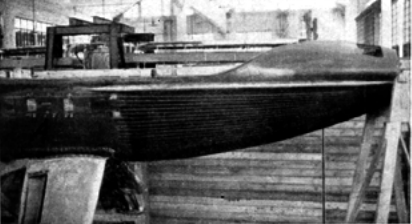
Piaggio Pegna P.7 particolare dello scafo

Pegna era convinto, sin dagli anni venti, che gli idrovolanti fossero la soluzione migliore per raggiungere più alte velocità, per due ordini di motivi: in primo luogo la possibilità da parte di un idrovolante di sfruttare meglio la lunghezza praticamente infinita di uno specchio di acqua calmo che facilita il decollo; in secondo luogo la migliore aerodinamica rispetto ad aerei terrestri che invece hanno o necessitano di accogliere il carrello di atterraggio alterandone la finezza delle linee aerodinamiche e percepiti da Pegna come complicazioni meccaniche.
I moderni aerei detentori di record di velocità, come il North American X-15 o anche il Lockheed A-12, hanno dimostrato, con le loro complicazioni di decollo e di costruzione, che le affermazioni di Pegna sono valide ancora oggi.

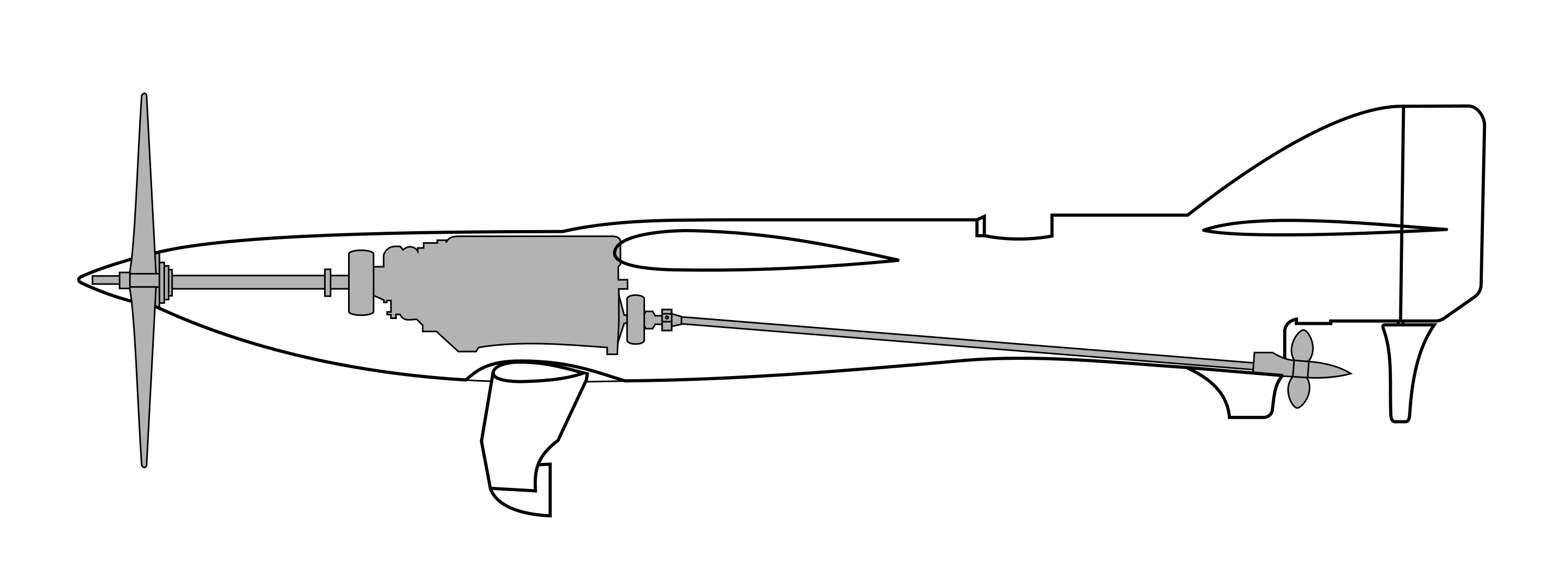
Sezione dello scafo con il particolare degli ingranaggi di comando le due eliche

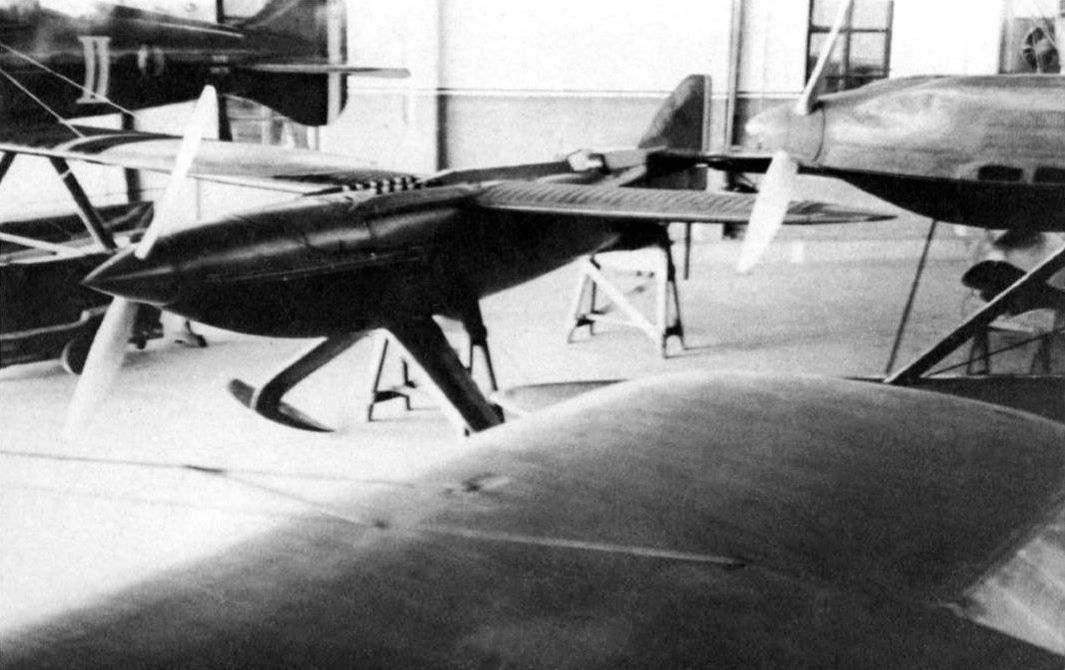
Rarissima immagine del Piaggio PC.7 (al centro) in compagnia verosimilmente di un Macchi M.39 (in alto a sinistra), ad un Savoia-Marchetti S.65 (in alto a destra) e forse all'ala di un Macchi-Castoldi M.C.72 (in basso)

Il passo successivo del Pegna fu l'eliminazione del carrello di atterraggio e/o degli scarponi di galleggiamento per migliorare la "finezza delle linee". Questa fu l'idea ispiratrice chiave e l'elemento caratterizzante il rivoluzionario progetto del Piaggio P.C.7; al quale Pegna arrivò dopo aver anche pensato ad un idrovolante il P.4, (che tuttavia non lasciò mai i tavoli da disegno) a scafo centrale, con galleggianti laterali retraibili meccanicamente.
Nel progetto del Piaggio P.C.7 il ruolo dell'ala sommersa aveva anche la funzione di stabilizzare trasversalmente il velivolo durante le fasi iniziali del decollo.

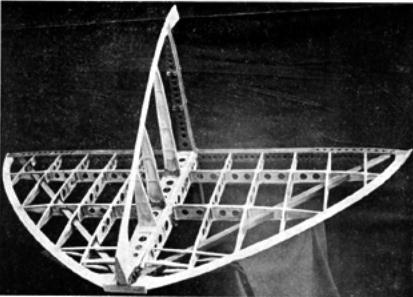
Particolare dei piani di coda del Piaggio Pegna P.7

Le alette immerse nell'acqua derivarono da precedenti esperienze condotte, a vario titolo, dagli ingegneri Enrico Forlanini, Gaetano Arturo Crocco, Alessandro Guidoni, e dallo stesso Pegna sin dal 1917. Per il disegno dell'ala si orientò su un profilo di tipo Munk, secondo la tecnica del flusso d'aria sottile dallo stesso ideata pochi anni prima. Cosa, questa, che gli permise di realizzare un'ala relativamente piccola, rigida e leggera.
Nel corso delle prime prove le alette diedero origine, alle alte velocità di trascinamento in fase di decollo, al fenomeno della cavitazione non appena emerse da sotto il profilo dell'acqua, creando così fenomeni gravi di instabilità. Pegna, in modo geniale, pensò di sfruttare questo fenomeno accentuandolo in modo da dare maggiore sostegno alla fase di decollo ed eliminando il contatto dell'elica marina appena quella aerea era libera di ruotare; per fare ciò sfruttava la spinta a sollevarsi fino al pelo d'acqua che le alette sommerse generavano con l'incremento della velocità. In fondo, egli stesso scrisse, il segreto sta nel progettare delle alette che si comportano come pietre lanciate fatte rimbalzare sul pelo dell'acqua.

### Sviluppo

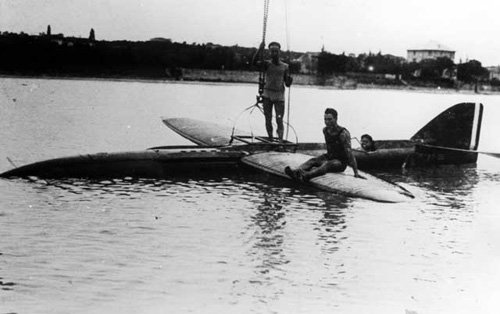
In acqua prima delle prove

Il P.C.7 rappresentava l'ultima evoluzione della serie di idrovolanti Piaggio, iniziata col P.C.1. Progettato dall'ingegner Giovanni Pegna, adottava soluzioni tecniche molto innovative.
Da fermo, il P.C.7 era assimilabile ad un idrovolante a scafo centrale, in quanto la funzione di galleggiamento era affidata alla fusoliera, provvista di due paratie stagne. In questa situazione, l'elica anteriore, detta "aerea", rimaneva in parte sommersa.
Era presente una seconda piccola elica, detta "marina", posta nella parte terminale del velivolo, con la funzione di rendere possibili le manovre ed il decollo. Per i test, furono utilizzate numerose eliche.
Di quella anteriore, bipala, ne furono ordinate tre a passo variabile, in acciaio, realizzate dalla Standard Steel. Altre tre eliche, in duralluminio e anch'esse bipala, furono realizzate dalla Caproni. Queste ultime adottavano tre differenti passi fissi. L'elica posteriore, a due pale ed a passo variabile, era anch'essa in duralluminio.
Sotto la fusoliera erano presenti tre alette, due nella parte anteriore, fra il muso e le ali, e una terza in posizione arretrata, vicino all'elica posteriore. Queste alette furono oggetto di intensi studi da parte di Pegna, che eseguì numerosi test con modelli in scala per giungere al disegno ideale.
FIAT avrebbe dovuto fornire sia la trasmissione che il motore, quest'ultimo con una potenza di 1 000 CV, ma si ritirò dal progetto. Si optò allora per un motore Isotta Fraschini, un V6 da 800 CV, che venne in seguito limitato a 2 600 giri/min.
Il velivolo era di costruzione lignea, con un ampio uso del compensato. Oltre alla fusoliera, anche ali e alettoni erano a tenuta stagna.

#### La dinamica

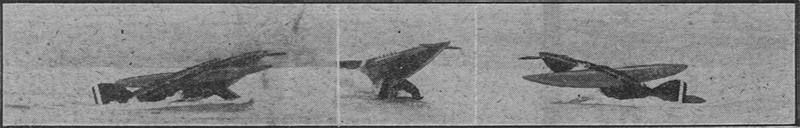
Il Piaggio Pegna PC 7 idrocorsa in acqua, durante le prove effettuate

Per effettuare il decollo, il pilota azionava l'elica posteriore. Raggiunta una determinata velocità, le alette sollevavano il velivolo, in maniera simile ad un aliscafo. A questo punto, il pilota azionava l'elica principale, che doveva fare staccare il P.C.7 dalla superficie dell'acqua.
Nella fase di decollo, le frizioni, una per ogni elica, avevano un ruolo delicato. Lavoravano insieme, trasferendo gradualmente la potenza dall'elica posteriore a quella anteriore. Per l'ammaraggio, anche ad alta velocità, le alette avrebbero dovuto garantire una spinta positiva sufficiente ad evitare il ribaltamento.

#### I problemi tecnici e l'abbandono
Nel 1929 il pilota collaudatore Tommaso Dal Molin (medaglia d'argento al valore aeronautico) riuscì ad eseguire alcuni test, usando la sola elica posteriore. 

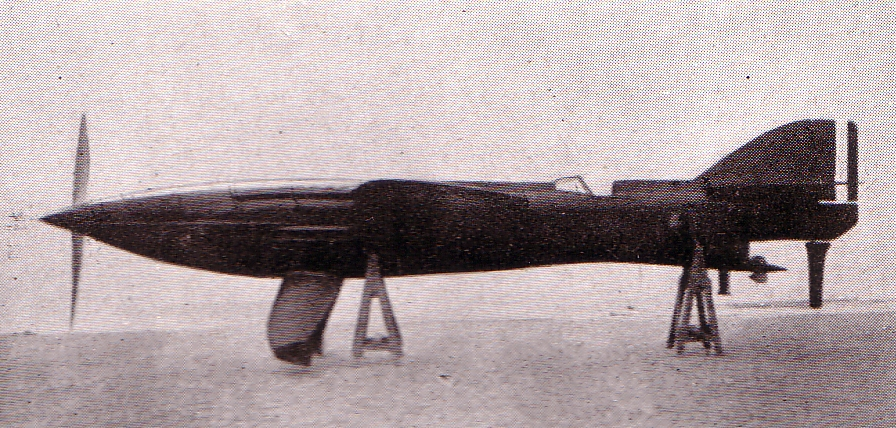
Vista di profilo della "elegante e filante" linea del Piaggio Pegna PC-7

Il velivolo, in questa condizioni, aveva un comportamento simile ad un aliscafo. Le alette, che rimanevano sommerse, mantenevano il muso del P.C.7 sopra la superficie dell'acqua; pur non riuscendo mai, durante le prove effettuate, ad effettuare un vero decollo.
La frizione che agiva sull'elica posteriore manifestò diversi problemi in fase di innesto, fra cui copiose perdite d'olio dentro la fusoliera. In queste situazioni, il motore perdeva potenza, e veniva a mancare la spinta sufficiente per mantenere sollevato il velivolo.
I problemi tecnici, che non furono mai completamente risolti, portarono all'abbandono del progetto per la rescissione del contratto da parte della R. Aeronautica. Rescissione contemplata nel caso in cui il velivolo non avesse potuto essere costruito in tempo utile per le corse. La mancanza di tempo utile, per rimediare all'inconveniente meccanico, impedì che si potesse presentare efficiente il velivolo per la Coppa Schneinder di quell'anno, costringendo il progettista, suo malgrado, ad interrompere prematuramente le prove sul velivolo, interrompendo per sempre lo sviluppo dello stesso.

Pur scrivendo l'Ing. Pegna del proprio desiderio di continuare a sviluppare la sua creatura:
(Giovanni Pegna da: Alcune idee sugli idrovolanti da corsa. publ.. in The Aeroplane 1931)
 così non accadrà. Il prototipo rimarrà l'unico progetto di questo tipo mai realizzato dall'Ing.Pegna.

#### Aeromodelli in scala
Nel 1988 è stato costruito da un aeromodellista francese un modello in scala. Questo aeromodello è riuscito a decollare e volare, come originariamente previsto da Pegna, confermando così in modo postumo la bontà del progetto iniziale.

## Galleria d'immagini

L'aeromodello del Piaggio Pegna P.7 nel 1987 in decollo.
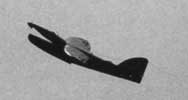
L'aeromodello del Piaggio Pegna P.7 nel 1987 in volo.
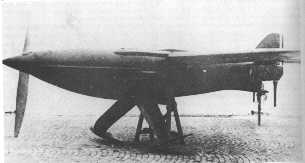
Piaggio Pegna P.7 a terra vista 3/4 anteriore.
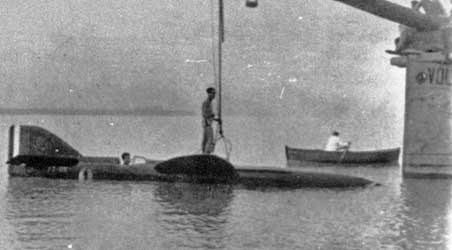
Piaggio Pegna P.7 in acqua prima delle prove.
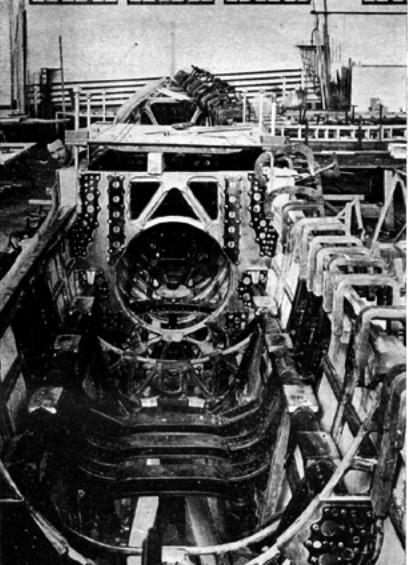
Piaggio pegna P.7 in costruzione.
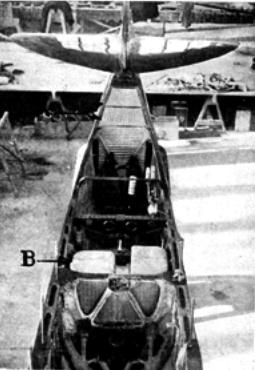
Piaggio Pegna P.7 particolare.
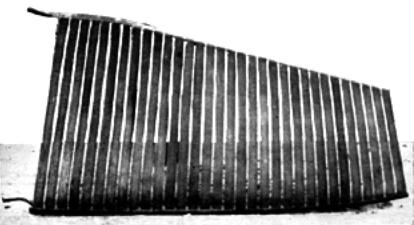
Piaggio Pegna P.7 particolare rivestimento dello scafo.